# بعثات اليسوعيين في الصين

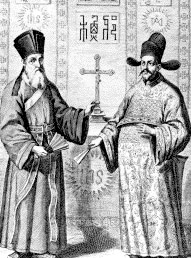
اليسوعيان ماتيو ريتشي (يسار) وشو جوانكي (يمين) في الطبعة الصينية لاصول إقليدس نشرت في عام 1607.

تاريخ بعثات اليسوعيين في الصين هو جزء من تاريخ العلاقات بين الصين والعالم الغربي. لعبت الجهود التبشيرية وغيرها من أعمال اليسوعيين، بين القرن السادس عشر والسابع عشر دورًا هامًا في مواصلة نقل المعرفة والعلوم والثقافة بين الصين والغرب، وأثرت على الثقافة المسيحية في المجتمع الصيني اليوم. ومن أبرز الآثار التي تركها اليسوعيين كانت كان ترجمة آثار الفلسفة الصينية القديمة إلى لغات أوروبا ما ساهم في اطلاع الغرب والعالم على مناحي لم يطلع عليها مسبقًا.
كانت أول محاولة قام بها اليسوعيون للوصول إلى الصين في عام 1552 من قبل فرنسيس كسفاريوس، والذي كان كاهن من نافارا ومبشر وعضو مؤسس للجمعية اليسوعية. لم يصل كسفاريوس إلى البر الرئيسي، وقد وافته المنية بعد عام واحد من وصوله لجزيرة شانغشوان الصينية. بعد ثلاثة عقود، في عام 1582، بدأ اليسوعيون مرة أخرى العودة من خلال بعثات تبشيرية إلى الصين، بقيادة عدد من الشخصيات بما في ذلك الإيطالي ماتيو ريتشي، الذي قام بإدخال العلوم الغربية والرياضيات والفلك، والفنون البصرية إلى البلاط الإمبراطوري الصيني، وقام بعدد من الحوارات الفلسفيَّة مع العلماء الصينيين، وخاصًة مع ممثلي الكونفوشيوسية. وكان بعض أعضاء الوفد اليسوعي، في وقت تأثيرهم الأقصى، بعض المستشارين الأكثر قيمة وموثوقية للإمبراطور، وشغلوا مناصب مرموقة في الحكومة الإمبراطورية. كما تحول العديد من الصينيين، بمن فيهم علماء كونفوشيوسيون سابقون، إلى المسيحية وأصبحوا كهنة وأعضاء في الجمعية اليسوعية.

## التبادل العلمي

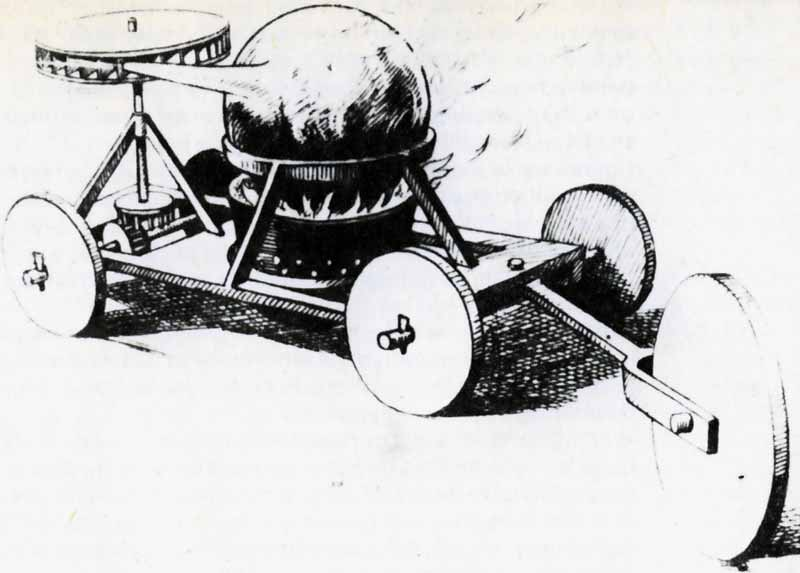
محرك البخار المصنعة من قبل الراهب اليسوعي فرديناند فيربيست في محكمة تشينغ في 1672.

بذل رهبان الإرساليات اليسوعية في الصين جهدًا هامًا في العلوم خاصًة في الرياضيات والفلك والهيدروليكية والجغرافيا عن طريق ترجمة الأعمال العلمية إلى اللغة الصينية وتطويرها. وبحسب توماس وودز فاليسوعيين طوّروا مجموعة كبيرة من المعارف العلمية ومجموعة واسعة من الأدوات العقلية لفهم الكون المادي، بما في ذلك الهندسة الإقليدية التي طورت مفهوم حركة الكواكب. واعتبر خبير آخر نقلًا عن توماس وود وبريتون أن أحد أسباب بداية الثورة العلمية في الصين كانت بسبب نشاط اليسوعيين العلمي.
| بعثات اليسوعيين في الصين         | بذل اليسوعيون جهود لترجمة الأعمال الغربية الرياضية والفلكية في مصلحة الشعب الصيني وجذيت هذه الأعمال انتباه العلماء الصينيين لهذه العلوم. جعلوا الرصد الفلكي واسع جدًا ونفذوا أولى أعمال رسم الخرائط الحديثة في الصين. علّموا أيضًا تقدير الإنجازات العلمية لهذه الثقافة القديمة وجعلها معروفة في أوروبا. من خلال مراسلاتهم للعلماء الأوروبيين علموا هؤلاء لأول مرة عن العلم والثقافة الصينية. | بعثات اليسوعيين في الصين |
| — أغسطين أودياس، شباك إلى الصين. | |                          |

وبالتالي عرّف اليسوعيين الشعب الصيني على العلوم الغربية والرياضيات والفلك والطب، وعرّفوا العالم الغربي على الثقافة والفلسفة الصينية. حيث ترجم اليسوعيون إلى الصينية مؤلفات علمية عديدة، لاسيّما تلك المتعلقة بالرياضيات، واطلعوا الصينيين على الاكتشافات الحديثة آنذاك كالفرجارات والمؤقتات والمارايا الأفقية، كما حققوا عملاً جغرافيًا ضخمًا، وبحسب شهادة معاصرة «لا تزال خرائط اليسوعيين تثير إعجاب الاختصاصيين المعاصرين».

## اليسوعيون في الصين
وفقًا للبحث الذي أجراه ديفيد إ. مونجيلو، من عام 1552 (أي وفاة فرنسيس كسفاريوس) إلى عام 1800، شارك حوالي 920 من اليسوعيين في مهمة تبشيرية في الصين، منهم 314 من البرتغاليين، وحوالي 130 من الفرنسيين. في عام 1844 كان في الصين حوالي 240,000 روماني كاثوليكي، ولكن هذا العدد نما بسرعة، وفي عام 1901 وصل العدد إلى 720,490. دفن العديد من الكهنة اليسوعيين، من الغربيين والصينيين، في المقبرة الواقعة في ما هو الآن مدرسة لجنة بلدية بكين.